# Marca de Istria

Sacro Imperio Romano Germánico en torno al año 1000: la marca de Istria (Mark Istrien) aparece en la parte inferior derecha, bajo las demás marcas de Baviera.

La Marca o Margraviato de Istria fue originalmente un territorio fronterizo, marca, carolingio que cubría la península de Istria y el territorio de sus alrededores conquistado por el hijo de Carlomagno, Pipino de Italia, en 789. Después de 1364 el margraviato de Istria fue el nombre de la provincia de Istria de la Monarquía de los Habsburgo, el Imperio austríaco y Austria-Hungría.

## Marca original
La marca fue creada en 799 tras la muerte del duque Erico de Friul en el asedio de Trsat. Erico de Friul era el margrave que custodiaba la llanura de Panonia que daba acceso a Italia y al corazón del Imperio carolingio. En la primera década del siglo IX, Istria fue gobernada por el duque Juan, nominalmente según sus costumbres antiguas bizantinas, pero de facto como un ducado franco. La región tenía entonces nueve ciudades, de las cuales Trieste era la más importante. Bajo el Tratado de Aix-la-Chapelle de 812, por el que el Imperio bizantino reconocía al emperador franco Carlomagno, Istria, junto con Dalmacia y Venetia, fue devuelta a control bizantino. Después de esto, se desconoce con seguridad, pero es posible que los bizantinos nunca lograran restablecer su gobierno en los territorios recuperados, si fueron realmente entregados. Istria fue, probablemente, finalmente integrada en el ducado y marca del Friul. La marca carolingia original cubría los Alpes Julianos y la meseta de Carso, al sur del golfo de Carnaro. Era una de las tres marcas, junto con Friuli y Carniola que protegía la parte oriental de la Lombardía de los ávaros, eslavos y magiares sucesivamente.
Después de la campaña del rey germano Otón I en el norte de Italia contra el rey Berengario II, en 952 cedió la Marca de Verona e Istria a su hermano el duque Enrique I de Baviera, que previamente controlaba el la adyacente Marca de Carintia. Tras la deposición del hijo de Enrique y sucesor, el duque Enrique el Pendenciero, en 976, el emperador Otón II separó Carintia del ducado raíz de Baviera, como un ducado con derecho propio, gobernado por Enrique el Joven al que se dio soberanía sobre las marcas del sureste de Baviera, incluida Istria.
Aparecen condes de Istria al final del siglo X, pero Istria fue unida a la marca de Carniola en 1040, cuando ambas fueron concedidas a Poppo de Weimar, heredero por matrimonio del último condado conocido de Weriand. Los margraves de Carniola gradualmente adquirieron los territorios orientales, mientras que la costa occidental y meridional fue gradualmente ocupada por la República de Venecia. El rey germano Enrique IV nominalmente asignó la marca restante al patriarcado de Aquilea; el título de margrave y los territorios de Istria, sin embargo, fueron retenidos por Carniola. En 1173 el emperador Federico I de Hohenstaufen enfeudó la Casa noble de Andechs, que añadió Istria a su ducado de Merania. Aquileia recuperó Istria en 1209, cuando los margraves de Andechs fueron vetados debido a su supuesto enredo en el asesinato de Felipe de Suabia.
Para mitad del siglo los patriarcas cesaron de elegir a los margraves, tomaron control directo de la región, y la marca de Istria dejó efectivamente de existir.

## Margraviato de Habsburgo
Cuando la autoridad secular de los Patriarcas de Aquileia terminó en 1420, Istria fue dividida entre Venecia y la Casa de Habsburgo austríaca, Duques de Carniola desde 1364. Los Habsburgo añadieron el título de Margrave de Istria a los otros títulos que ya poseían. El título de "Margrave de Istria" persistió hasta el fin del Imperio Habsburgo en 1918.
La Istria veneciana cayó en manos de la monarquía Habsburgo de acuerdo con el Tratado de Campo Formio de 1797, fue capturada por Napoleón en la Paz de Presburgo de 1805 como parte del Reino de Italia y de las Provincias Ilirias y con el Reino de Iliria toda Istria fue finalmente asignada al Imperio austríaco en el Congreso de Viena de 1815.
Después de la partición del reino Ilirio en 1849, el margraviato de Istria se convirtió en una subdivisión del territorio de la corona del Litoral Austríaco. Recibió considerable autonomía con el establecimiento de la Dieta de Istria en Poreč por la Patente de Febrero (constitución del Imperio austríaco) de 1861.

## Margraves
- Hunfrid, c. 799.
- Juan, c. 804 (duque).

Restablecido el margraviato, mantenido por los condes de Weimar.
- Poppo I, 1012-1044, también margrave de Carniola desde 1040.
- Ulrico I, 1060-1070, hijo, también margrave de Carniola.
- Enrique  I, 1077-1090.

Casa de Sponheim
- Engelberto I, 1090-1096.
- Burchard, 1093-1101.

Condes de Weimar-Orlamünde
- Poppo II, 1096-1098, hijo de Ulrico I, margrave de Carniola desde 1070.
- Ulrico II, 1098-1107, hermano, también margrave de Carniola.

Casa de Sponheim
- Engelberto II, 1107-1124, hijo de Engelberto I, también margrave de Carniola, duque de Carintia desde 1124.
- Engelberto III, 1124-1173, hijo, también margrave de Carniola.

Casa de Andechs
- Bertoldo I, 1173-1188, también margrave de Carniola.
- Bertoldo II, 1188-1204, hijo, también margrave de Carniola, duque de Merania (como Bertoldo IV) desde 1183.
- Enrique II, 1204-1228, hijo, también margrave de Carniola.
- Otto I, 1228-1234, hermano, también margrave de Carniola, duque de Merania desde 1204, conde palatino de Borgoña desde 1211 (como Otón II).
- Otón II, 1234-1248, también margrave de Carniola, duque de Merania y conde palatino de Borgoña (como Otón III).